# یواس‌اس اندکات (دی‌دی-۴۹۵)
یواس‌اس اندکات (دی‌دی-۴۹۵) (به انگلیسی: USS Endicott (DD-495)) یک کشتی بود که طول آن ۳۴۸ فوت ۳ اینچ (۱۰۶٫۱۵ متر) بود. این کشتی در سال ۱۹۴۲ ساخته شد.